# Туризм в Испании

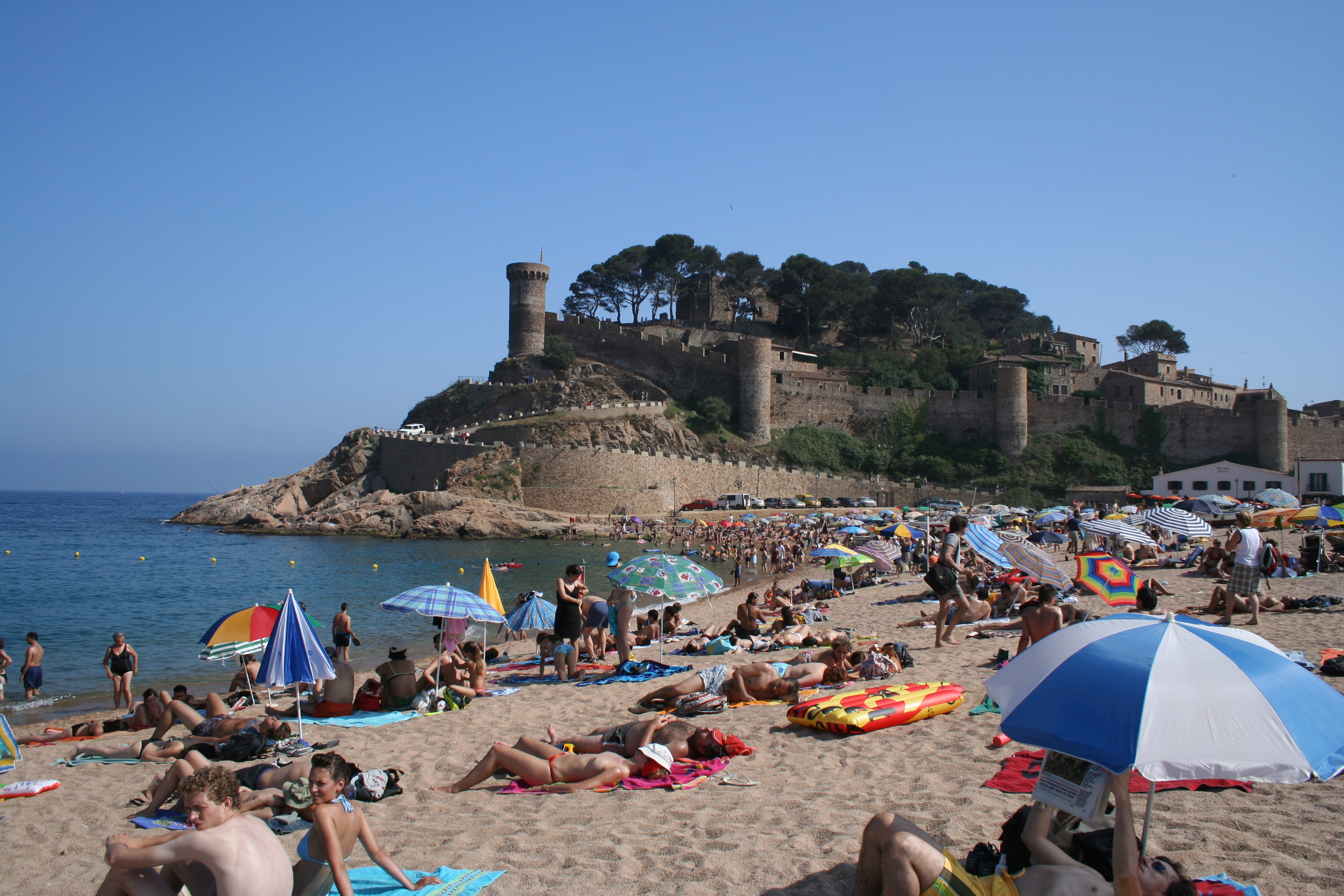
Пляж в Тосса-де-Мар с видом на крепость

Туризм в Испании начал активно развиваться в 1960-х годах, когда страна стала излюбленным местом отдыха туристов из других европейских стран, в особенности Великобритании, Франция, Центральной и Северной Европы. 
Доля туризма в ВВП Испании составляет 11 %.
В 2007 году по данным Всемирной туристской организации Испания стала второй по посещаемости страной в мире после Франции. С 2010 года Испания находится на 4-м месте по посещаемости после Франции, США и Китая. В 2015 году страну посетили 69—70 млн туристов, которые потратили в Испании около 60 миллиардов евро. 2016 год стал рекордным — страну посетили 75 млн туристов.
Всемирная туристская организация ООН (UNWTO) опубликовала статистику по международному турпотоку в 2017 году, в котором Испания (81,8 млн посетителей) заняла второе место после Франции (86,9 млн посетителей).

## Пляжный отдых

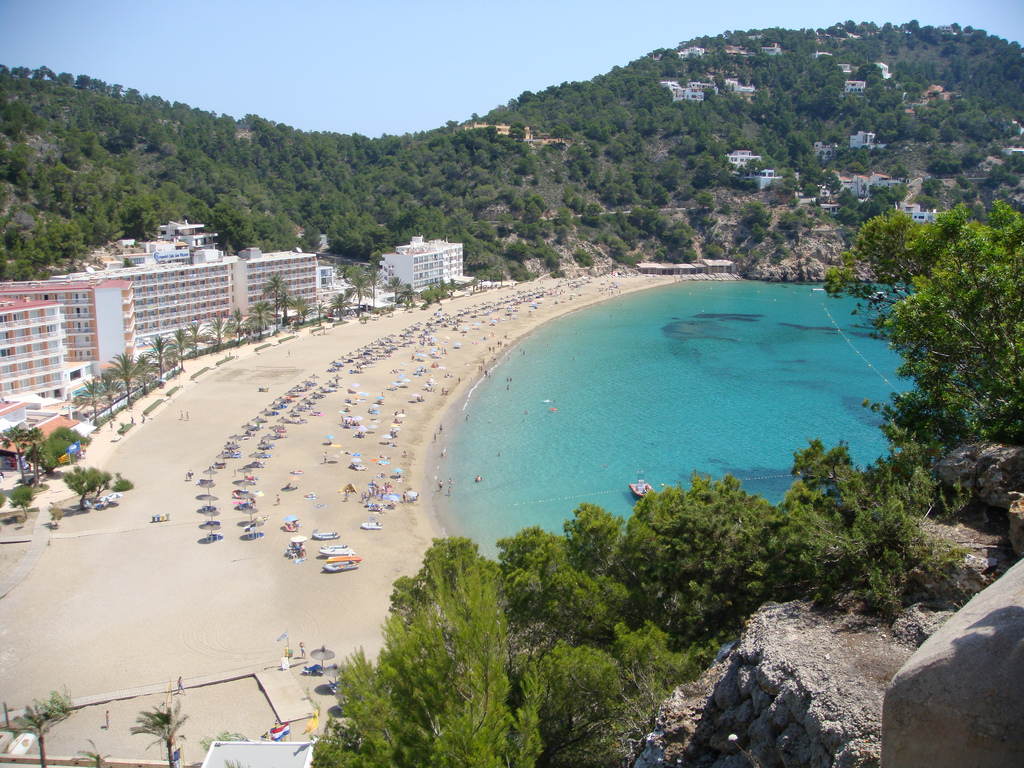
Пляж на Ивисе

Пляжный отдых является главной отраслью туризма в Испании. Он начал развиваться одним из первых и до сих пор приносит наибольшую прибыль из всех видов туризма в стране. Мягкий климат испанских побережий и двух архипелагов (Балеарские острова, Канарские острова) привлекает в первую очередь туристов из Северной Европы. В летние месяцы курорты пользуются спросом и среди самих испанцев.
Основные туристические места для пляжного отдыха:
- Коста-Брава, Коста-Дорада и Коста-дель-Маресме в Каталонии популярны среди туристов из внутренних регионов Испании и Франции. Наиболее посещаемыми местами являются Салоу и Барселона, в которой находится также самый крупный порт страны.
- К автономному сообществу Валенсии относятся побережья Коста-де-Валенсия и Коста-Бланка. Коста-Бланка является одним из самых туристических мест в Испании, куда стекаются туристы из Германии и Великобритании. В Бенидорм приезжают летом многие испанцы.
- Коста-Калида и крупнейшая европейская лагуна Мар-Менор в Мурсийском регионе.
- Коста-де-Альмерия, Коста-Тропикаль, Коста-дель-Соль и Коста-де-ла-Лус в Андалусии. Порт Малаги является одним из крупнейших в стране.
- Балеарские острова, особенно Мальорка, Менорка и Ивиса. Благодаря большому количеству клубов и дискотек Мальорка и Ивиса привлекают большое количество молодых туристов.
- Канарские острова благодаря комфортному тропическому климату является круглогодичным курортом, в отличие от Балеарских островов, где температура падает в зимний период.

## Культурный туризм
Испания является страной с богатой историей и культурой. На территории страны сохранились исторические города и поселения разных народностей, проживавших ранее на Пиренейском полуострове. Главные туристические города Испании — Мадрид и Барселона — предлагают как исторические и культурные маршруты, так и разнообразные развлечения, обширный коммерческий сектор, программы обучения. Двенадцать исторических городов внесены в список Всемирного наследия ЮНЕСКО: Алкала-де-Энарес, Авила, Касерес, Кордова, Куэнка, Ивиса, Саламанка, Сан-Кристобаль-де-ла-Лагуна, Сантьяго-де-Компостела, Сеговия, Таррагона, Толедо. Всего в Испании находятся 44 объекта Всемирного наследия, таким образом, Испания является второй по количеству объектов после Италии с 47 наименованиями.

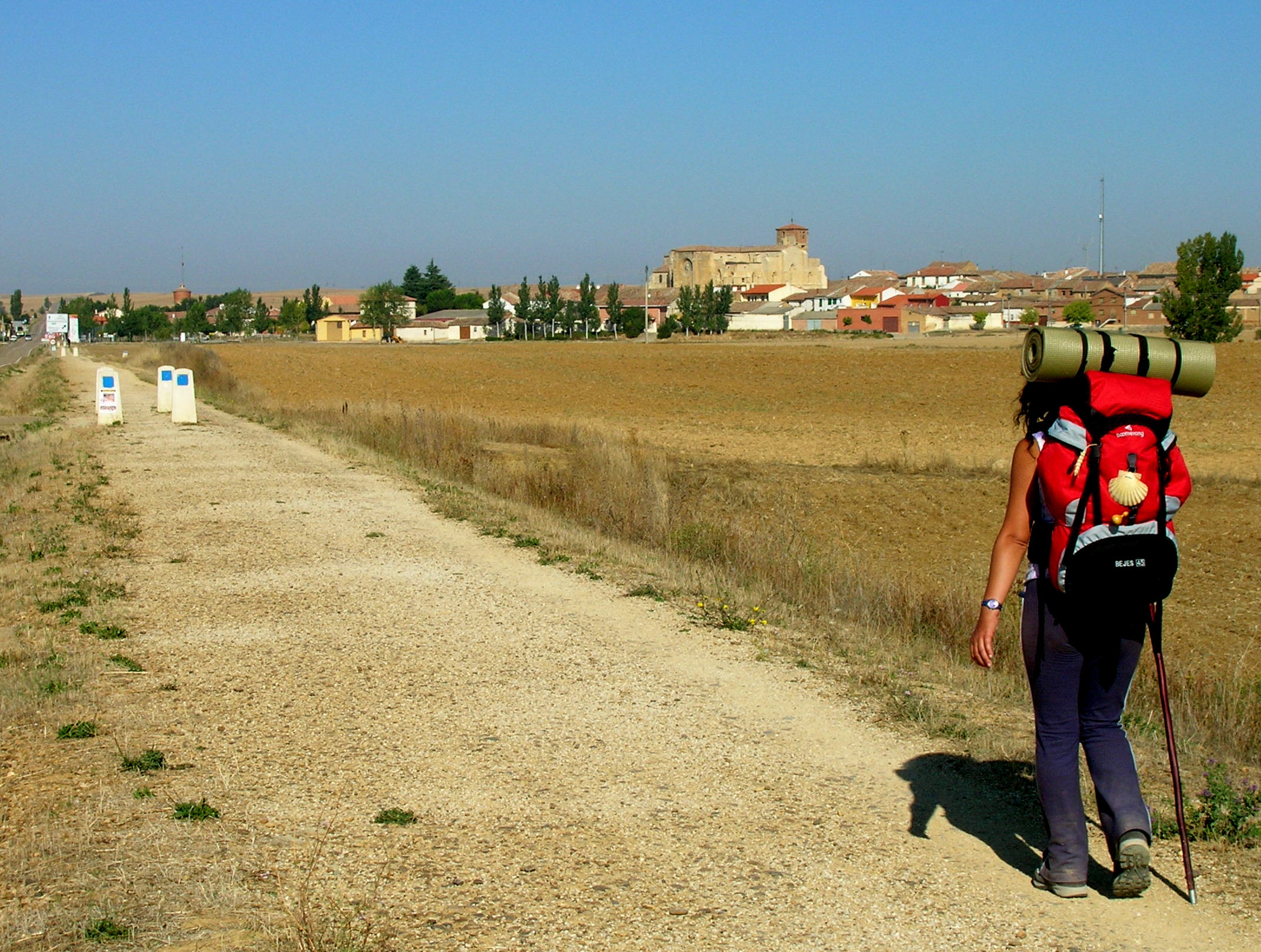
Паломница на пути Святого Иакова

### Религиозный туризм
Испания является важным местом для католиков. В стране находятся важные святыни католицизма. Город Сантьяго-де-Компостела считается «христианской Меккой», так как в его соборе находится третья по значению (после Иерусалима и Ватикана) святыня католицизма — мощи апостола Иакова. Паломнический путь Святого Иакова, внесённый в список Всемирного наследия, проходят до 200 000 человек в год. Santo Toribio de Liébana (Кантабрия) и Каравака-де-ла-Крус (Мурсия) являются соответственно четвёртым и пятым по значению в католицизме городами. Эти города также привлекают паломников и туристов со всего света.
Религиозные процессии в течение Страстной недели, проводимые практически в каждом городе, также привлекают большое количество туристов.

### Фестивали

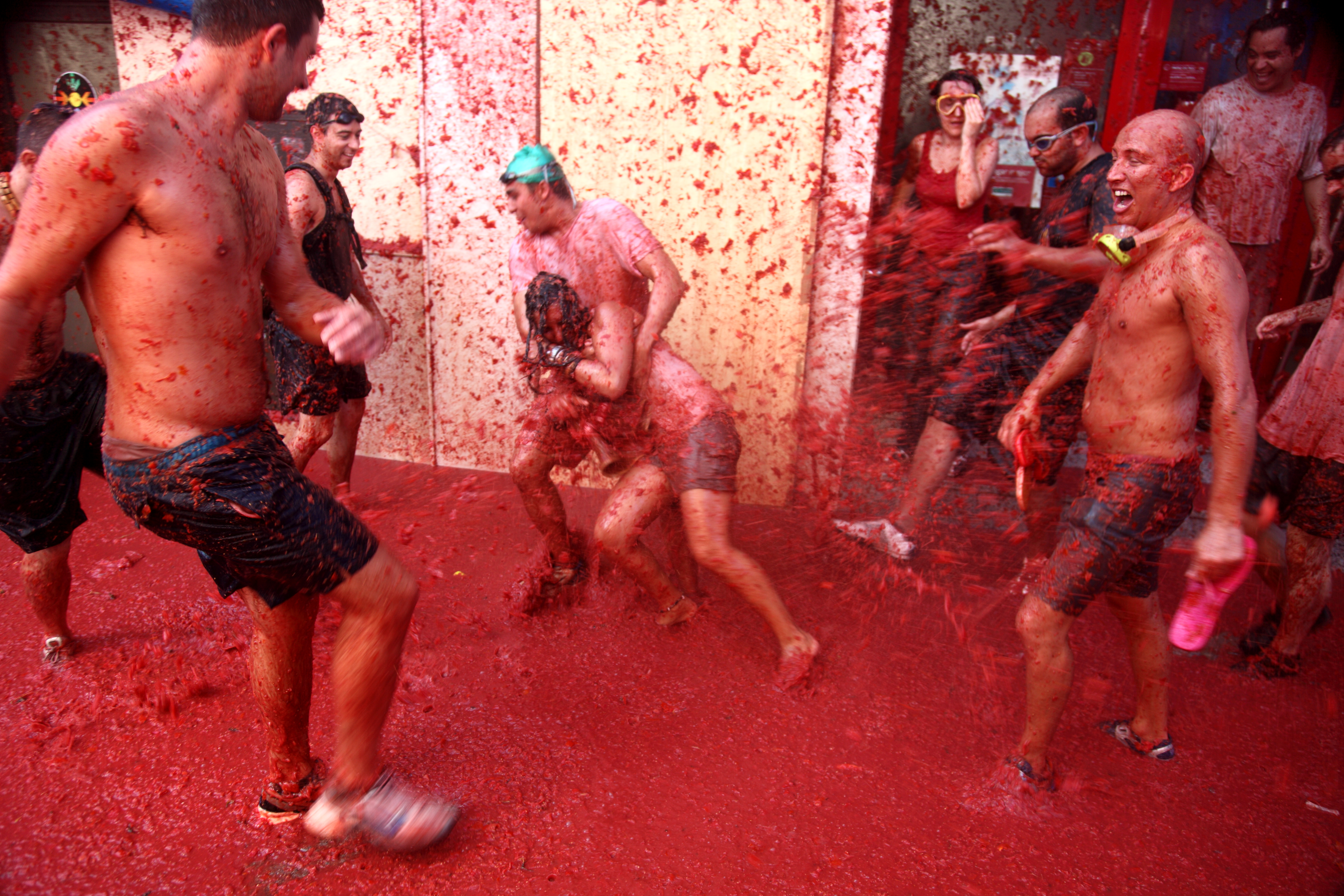
Томатина — битва томатами

Большинство испанских фестивалей посвящены святым покровителям, местным традициям и фольклору. Наиболее известными мероприятиями являются Севильская ярмарка, Romería de El Rocío в Альмонте, Энсьерро в Памплоне, Фальяс в Валенсии, Томатина в Буньоле. Карнавал очень популярен в Испании, особенно на Канарских островах и в Кадисе.
Во многих городах проходят кинофестивали: Кинофестиваль в Сан-Себастьяне, Малагский кинофестиваль, Международный кинофестиваль в Вальядолиде, Mostra de Valencia и Кинофестиваль в Ситжесе. Среди музыкальных фестивалей можно отметить Sónar, Festival Internacional de Benicàssim, Festimad и Primavera Sound.
Периодически в крупных испанских городах проходят международные выставки и другие мероприятия: Всемирная выставка 1888 года и Всемирная выставка 1929 года в Барселоне, Летние Олимпийские игры 1992 в Барселоне, Всемирная выставка 1992 года в Севилье, 2007 America's Cup в Валенсии, Всемирная выставка 2008 года в Сарагосе. 
Испанские города также были избраны культурной столицей Европы: Мадрид в 1992, Сантьяго-де-Компостела в 2000, Саламанка в 2002 и Сан-Себастьян в 2016 году.

## Ночная жизнь
Ночная жизнь в Испании, которая признана одной из самых лучших в мире, привлекает как местных жителей, так и туристов. В больших городах, в первую очередь в Мадриде и Барселоне, есть много ночных клубов и дискотек. В Мадриде расположены знаменитые клубы Pacha и Kapital, в Барселоне наиболее популярны Opium and Sutton. 
Острова Мальорка и Ивиса (в составе Балеарского архипелага) стали синонимом бурной ночной жизни.

## Лыжные курорты
Зимние виды отдыха в Испании развиты в основном в северных регионах страны — в Пиренеях, Центральной Кордильере, Иберийских горах, но горнолыжные курорты есть и на юге Испании — в Сьерра-Неваде.

## Экотуризм,сельский туризм

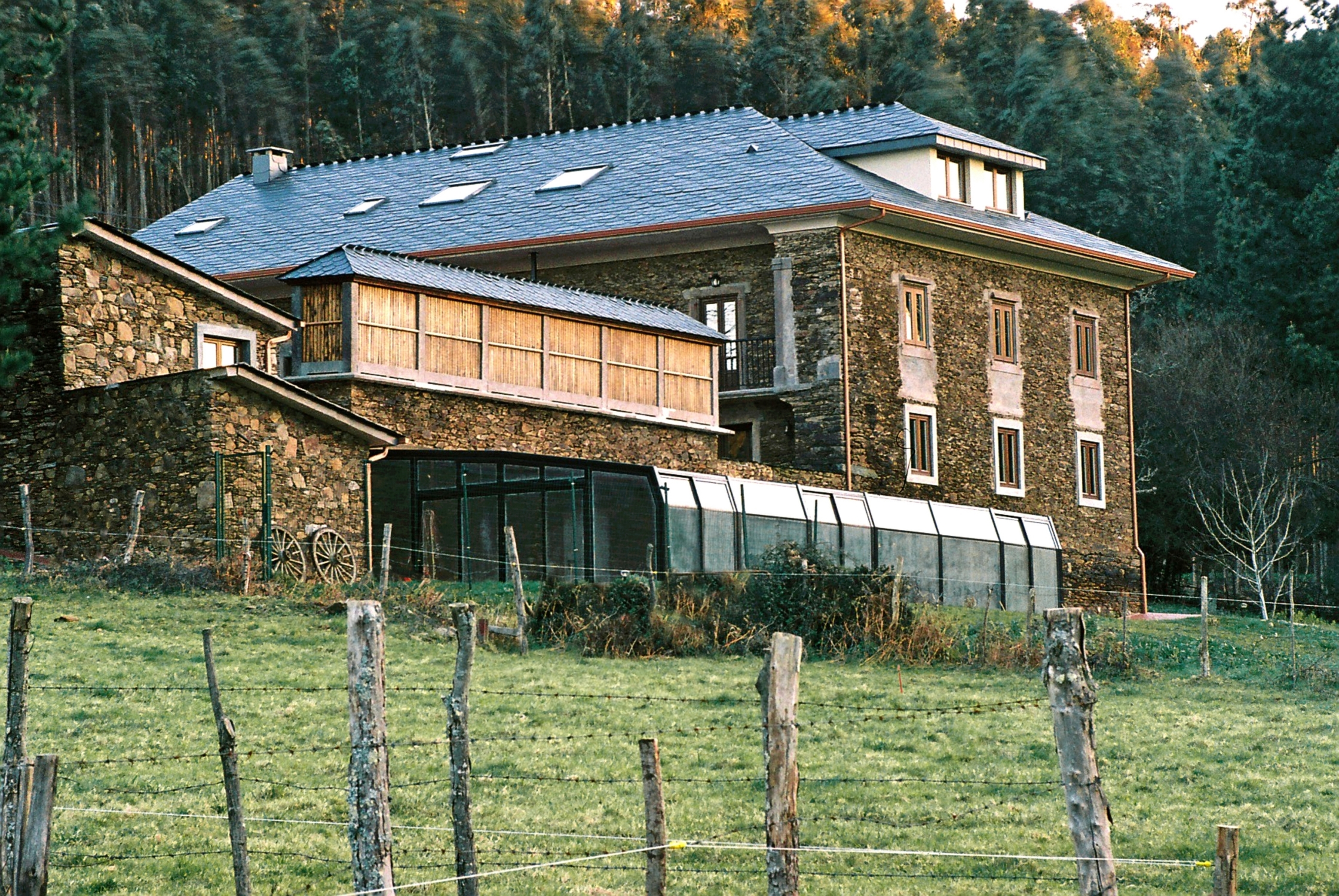
Сельский туризм в Галисии

В Испании существует множество природных объектов, которые привлекают туристов со всего мира, среди них вершина Монте-Пердидо и национальный парк Ордеса в Пиренеях. Другие национальные парки: Picos de Europa, Doñana, Альбуфера в Валенсии, озеро Санабрия, лагуны Руидера, национальный парк Tablas de Daimiel. Северные регионы страны называют «Зелёной Испанией» из-за умеренного морского климата, благодаря которому эти регионы отличаются от остальных испанских областей более обильной растительностью.
Отличительной чертой природы Канарских островов является вулканический ландшафт. На острове Тенерифе находится вулкан Тейде, высшая точка Испании. Флора и фауна Канарского архипелага очень разнообразна, до 40 % растений и животных, проживающих на Канарах, являются эндемиками.
Также распространён так называемый сельский туризм: отдых в сельской местности с красивыми ландшафтами. При этом туристы могут изучить природу и культуру региона.

## Инфраструктура
Транспорт
Национальным авиаперевозчиком Испании является Iberia Airlines. Другими крупными авиалиниями, действующими в Испании, являются Vueling Airlines и Air Europa, также Ryanair. Всего на территории Испании действуют 152 аэропорта, крупнейшими являются Мадрид-Барахас, Барселона — Эль-Прат, Пальма-де-Майорка, Малага — Коста-дель-Соль и Гран-Канария.
Движение по железной дороге регулируется государственным учреждением RENFE, также на данном рынке участвуют региональные компании (FEVE, FGC, Euskotren, FGV, SFM). Часть железнодорожных линий предназначена для высокоскоростного транспорта (AVE).
Кроме того, Испания обладает развитой дорожной сетью. От Мадрида шоссейные дороги расходятся к регионам, вдоль атлантического и средиземноморского побережий проходят скоростные трассы.
Испания покрыта сетью железнодорожных линий. Зачастую выбор невелик с точки зрения стоимости или скорости. Поезда RENFE подразделяются на три категории: Cercanias (красные) – местные пассажирские поезда в крупных городах, Regionales (оранжевые) – междугородные, аналогичные автобусным маршрутам по скорости и цене (regional expres и delta), Largo recorrido (серые) – экспрессы, подразделяющиеся в зависимости от степени комфортности: Diurno, Intercity (1C), Estrella (*), Talgo, Talgo Pendular, Talgo 200 (T200), Trenhotel.